# Psilopa leucostoma
Espèce
Psilopa leucostoma est une espèce d'insectes diptères brachycères de la famille des Ephydridae originaire d'Europe.
Cet insecte phytophage oligophage, parasite les plantes de la famille des Amaranthaceae (y compris Chenopodiaceae), est considéré comme un ravageur  des cultures de betteraves. Les dégâts sont causés par les larves (mineuses) qui creusent des galeries dans les feuilles.

## Synonyme
- Notiphila leucostoma Meigen, 1830

## Distribution
L'aire de répartition de Psilopa leucostoma comprend une grande partie de l'Europe où elle est indigène, à l'exception de l'Irlande et de la péninsule des Balkans.
Cette espèce a été introduite en Amérique du Nord, où on l'a observée pour la première fois dans des champs de betterave sucrière dans l'Oregon en 1962,.